# Corte Suprema de Estonia
La Corte Suprema de Estonia (en estonio: Riigikohus) es la máxima instancia judicial del país. Funciona tanto como tribunal de casación como corte constitucional. Su sede se encuentra en Tartu.

## Historia

### Durante el primer periodo de independencia (1919-1940)
Con la primera Constitución de Estonia y la Ley del Tribunal Supremo, la Asamblea Constituyente de Estonia estableció el Tribunal Supremo como corte de casación el 21 de octubre de 1919. Los primeros jueces del tribunal fueron Kaarel Parts (presidente), Paul Beniko, Rein Koemets, Jaan Lõo, Hugo Reiman, Martin Taevere y Peeter Puusepp. La corte celebró su primera sesión en el Ayuntamiento de Tartu el 14 de enero de 1920. Durante el proceso de centralización del poder en 1935, el Tribunal Supremo fue trasladado a Tallin, donde funcionó en un edificio especialmente remodelado en la calle Wismari. En su última sesión, el 31 de diciembre de 1940, el tribunal aceptó una orden del gobierno de la RSS de Estonia para disolverse a partir del 1 de enero de 1941.

### Ocupación soviética (1940-1991)
El Tribunal Supremo de la RSS de Estonia era una institución afiliada a nivel republicano al Tribunal Supremo de la Unión Soviética. Todas las decisiones judiciales se tomaban de acuerdo con la Constitución soviética y la Constitución de la RSS de Estonia. La composición del tribunal era determinada por el Sóviet Supremo de la república cada cinco años. Estaba formado por una Sala Civil, una Sala Penal, el Presídium y un tribunal militar. Según un decreto del Sóviet Supremo del 8 de mayo de 1990, el tribunal fue separado legalmente de la institución nacional. La medida entró en vigor días después, el 16 de mayo.

### Tras el restablecimiento de la independencia (desde 1992)
Cuando se adoptó por referéndum la cuarta Constitución de Estonia, se creó la base legal para el restablecimiento del Tribunal Supremo. Rait Maruste fue designado como el primer presidente del tribunal. El tribunal restablecido celebró su primera audiencia en el Ayuntamiento de Tartu el 27 de mayo de 1993.

## Palacio de Justicia
En 1919, el Gobierno de Estonia asignó una casa señorial en la calle Aia de Tartu para el Tribunal Supremo. Sin embargo, el traslado al edificio designado se retrasó, ya que este fue utilizado para las negociaciones de paz entre Estonia y la RSFS de Rusia; el 2 de febrero de 1920, el edificio acogió la firma del Tratado de Tartu. El Tribunal Supremo funcionó en el edificio de la calle Aia durante el período de 1920 a 1935. Actualmente, el edificio alberga un instituto de educación secundaria: el gimnasio Jaan Poska.
Desde 1935 hasta su disolución en 1940, el tribunal sesionó en Tallin, en un edificio ubicado en la actual calle Wismari. En 1993, el Tribunal Supremo se trasladó a su sede actual, el antiguo edificio de barracones-enfermería en Lossi 17.

## Cámaras

### Tribunal Supremo
Solo el pleno tiene la autoridad para proponer nombramientos y destituciones de jueces inferiores, resolver quejas disciplinarias contra jueces y autorizar declaraciones de incapacidad de miembros del Riigikogu, del presidente de Estonia, del canciller de justicia o del auditor general.
Cualquier sala inferior del tribunal puede remitir un caso al pleno, y todas las decisiones tomadas por este son vinculantes para las demás salas. En 2012, por ejemplo, el tribunal se reunió en pleno para decidir sobre la legalidad del Mecanismo Europeo de Estabilidad. El caso fue remitido por la Sala de Revisión Constitucional debido a su naturaleza pública y polémica.